# Ålands framstegsgrupp
Ålands framstegsgrupp (Åfg) var ett politiskt parti på Åland. Partiet representerades i Ålands lagting av Ronald Boman mellan 1999 och 2007. Partiet ställde inte upp i valet 2007.